# Baritius flavescens
Baritius flavescens là một loài bướm đêm thuộc phân họ Arctiinae, họ Erebidae.